# Jacques Fouroux
Jacques Fouroux (Auch, 24 luglio 1947 – 17 dicembre 2005) è stato un rugbista a 15, allenatore di rugby a 15 e dirigente sportivo francese, commissario tecnico della Francia alla Coppa del Mondo 1987.

## Biografia

### Attività da giocatore
Soprannominato “Il piccolo caporale” per via sia della sua bassa statura (163 cm) che della sua capacità di guidare il pacchetto di mischia, spese la carriera interamente in club non di primissimo piano (Cognac dagli esordi fino al 1970, La Voulte fino al 1976 e Auch, club della sua città natale, fino a fine carriera nel 1981); più rilevante la sua attività internazionale, che lo vide 27 volte in campo con la maglia della Francia, 23 volte delle quali da capitano.
Esordì con la selezione nazionale nel 1972 a Dublino contro l'Irlanda e prese parte a 4 tornei consecutivi del Cinque Nazioni, dal 1974 al 1977, vincendo quest'ultima edizione con il Grande Slam; impegnato anche in vari tour internazionali tra cui quello del 1974 in Sudamerica, disputò il suo 27º e ultimo incontro per la Francia nel 1977 a Clermont-Ferrand contro la Romania, con uno score di 17 vittorie, 3 pareggi e 7 sconfitte.

### Attività da allenatore
Dopo il ritiro da giocatore, nel 1981, Fouroux divenne commissario tecnico della Francia, incarico che tenne per 9 anni fino al 1990; in tale periodo disputò 10 tornei del Cinque Nazioni, guidando la squadra alla vittoria finale in 6 occasioni: in tre di esse, nel 1983, 1986 e 1988, a pari merito rispettivamente di Irlanda, Scozia e Galles; nel 1989 in solitaria e, nel 1981 e 1987, con il Grande Slam.
Guidò anche la Nazionale francese alla Coppa del Mondo di rugby 1987, la prima edizione assoluta di tale competizione, realizzando l’exploit di battere in semifinale una delle due Nazionali ospitanti, quella dell'Australia, anche se poi la finale per la Coppa fu vinta dalla Nuova Zelanda, che batté i francesi ad Auckland.
Il suo ultimo incontro da commissario tecnico fu una sconfitta ad Auch, sua città natale, contro la Romania, nell'agosto del 1990; dopo questo fatto si dimise dalla conduzione della Nazionale e fu eletto vice presidente della Fédération Française de Rugby.
Lasciò l'incarico direttivo nel 1992 per tornare ad allenare: preso in carico il Grenoble portò il club alpino alla finale del campionato francese nel 1993, poi persa contro il Castres; la delusione per la sconfitta, che Fouroux attribuì allo scadente arbitraggio e ai giochi di potere interni alla Federazione, lo indusse a lasciare il XV per mettersi alla presidenza di una neonata lega di rugby XIII.
L'avventura nel Rugby league durò poco, perché già nel settembre del 1996 la Lega fu sciolta e Fouroux tornò al Rugby union, dichiarandosi disponibile a entrare a far parte di un programma tecnico all'Auch.
Divenuto direttore sportivo del Grenoble e, in seguito, allenatore dell'Orléans, tornò di nuovo a ricoprire un incarico dirigenziale al Grenoble nel 2005, ma il fallimento della società vanificò tutti i progetti.
Rimasto libero da incarichi, nell'agosto 2005 fu ingaggiato in Italia come allenatore a L’Aquila; in tale club ebbe un rapporto breve ma burrascoso, visto che fu licenziato appena tre mesi più tardi al culmine di una polemica che vide il francese accusare la dirigenza aquilana di gestire il club con metodi «mafiosi e familistici» con riferimento all'assegnazione degli incarichi direttivi.
Poco più di un mese dopo il suo licenziamento, il 17 dicembre [2005, Fouroux fu ucciso da un infarto cardiaco nella sua casa di Auch; a fine ottobre 2007, nel corso di una cerimonia pubblica, lo stadio rugbistico della sua città natale fu intitolato a suo nome.
Fouroux, insieme al giornalista sportivo Henri Garcia, fu anche coautore di un libro, pubblicato in Francia nel 1984, Rugby, che ebbe un'edizione italiana nel 1987 a cura di Sperling & Kupfer.